# Martin B-26 Marauder
Martin B-26 Marauder je bil srednje velik dvomotorni propelerski bombnik ameriškega podjetja Glenn L. Martin Company. Prvič se je uporabljal zgodaj leta 1942 na Pacifiškem teatru, kasneje pa tudi v Evropi. 
Kmalu po vstopu v uporabo je zaradi številnih nesreč pri vzletu in pristanku dobil vzdevek  "Widowmaker". Potem so uvedli aerodinamične izboljšave in ustrezno usposobili posadke, tako se je število nesreč precej zmanjšalo. B-26 je lahko tovoril največ 2600 kg bomb, vendar je bil pri takem tovoru dolet sorazmerno kratek. B-26 je veljal za enega najbolj natančnih bombnikov.
V letih 1941−45 so zgradili 5288 letal. Uporabljale so ga tudi Kraljeve britanske, Južnoafriške in Francoske letalske sile. Med 2. svetovno vojno so Marauderji v 110000 poletih odvrgli 150000 ton bomb, večinoma v Evropi.
Oznaka B-26 se kdaj uporablja tudi za precej podobni bombnik Douglas A-26 Invader.

## Specifikacije (B-26G)
Podatki iz Quest for Performance and Jane's Fighting Aircraft of World War II
Splošne karakteristike
- Posadka: 7: (2 pilota, bombardir, navigator/radio operater, 3 operaterji strojnic)
- Dolžina: 58 ft 3 in (17,8 m)
- Razpon kril: 71 ft 0 in (21,65 m)
- Višina: 21 ft 6 in (6,55 m)
- Površina kril: 658 ft2 (61,1 m2)
- Teža praznega letala: 24000 lb (11000 kg)
- Naložena teža: 37000 lb (17000 kg)
- Pogon letala: 2 ×  Bencinski radialni motor Pratt & Whitney R-2800-43, 2000-2200 KM (1491 kW)  vsak

 Zmogljivost 
- Maks. hitrost: 287 mph (250 vozlov, 460 km/h) na višini 5.000 ft (1.500 m)
- Potovalna hitrost: 216 mph (188 vozlov, 358 km/h
- Pristajalna hitrost: 114 mph (90 vozlov, 167 km/h))
- Bojni radij: 1150 milj (999 nmi, 1850 km)
- Največji doseg: 2850 milj (2480 nmi, 4590 km)
- Višina leta: 21000 ft (6400 m)
- Obremenitev kril: 46,4 lb/ft² (228 kg/m²)
- Razmerje moč/teža: 0,10 KM/lb (170 W/kg)

Oborožitev

- Strelno orožje: 12 × .50 in (12.7 mm) M2 Browning strojnice
- Bombe: 4.000 lb (1.800 kg)